# زیردریایی کلاس تنچ
زیردریایی کلاس تنچ (به انگلیسی: Tench-class submarine) یک کلاس از زیردریایی است که طول آن 311 ft 8 in – 311 ft 9 in (95.0 m) می‌باشد.